# Fusillé à l'aube (film, 1950)
Pour plus de détails, voir Fiche technique et Distribution.
Fusillé à l'aube est un film d'espionnage français réalisé par André Haguet, sorti en 1950.

## Synopsis
Pendant la Grande Guerre, en Autriche, un officier est fusillé sur l'ordre de son supérieur von Pennwitz. Par vengeance, sa veuve devient espionne à la solde de la France, préoccupée de supprimer le responsable de la mort de son mari. Chargée de mission auprès de von Pennwitz elle se trouve brusquement en face de son époux bien vivant. Il s'agissait d'une ruse de guerre pour tromper l'ennemi. C'est seulement à l'armistice que le couple pourra vivre en toute quiétude.

## Fiche technique
- Titre : Fusillé à l'aube
- Réalisation : André Haguet, assisté de Georges Lautner
- Scénario et dialogues : André Haguet et Henri-André Legrand, d'après le roman de Maurice Dekobra publié en 1937 (Éditions Baudinière)
- Photographie : Charles Bauer
- Montage : Gabriel Rongier
- Musique : Marceau Van Hoorebecke - Chansons interprétées par André Claveau
- Son : Jacques Gallois
- Costumes : Rosine Delamare et Georgette Fillon
- Sociétés de production : S.M.P. (Société Méditerranéenne de Production) - Télouet Films
- Pays de production :  France
- Format : Noir et blanc - 1,37:1 - 35 mm - Son mono
- Genre : Film dramatique
- Durée : 90 minutes
- Date de sortie : 
  - France : 9 août 1950
- Affiche : Georges Kerfyser (France)

## Distribution
- Renée Saint-Cyr : Florence
- Franck Villard : Rudolph
- Howard Vernon : Le colonel von Pennwitz
- Nathalie Nattier : Marika
- Georges Galley : le chasseur
- André Valmy : Braun
- Olivier Hussenot : l'agent 24
- Jean Lanier : l'attaché militaire
- Robert Le Béal : un officier
- Annie Marel : Lisbeth
- Raymond Girard : le colonel
- Alexandre Mihalesco : l'aubergiste
- Jean Berton : le régisseur
- Georges Sellier : le colonel autrichien